# Opération Chess
L'opération Chess est un raid des commandos britanniques pendant la Seconde Guerre mondiale. Elle est menée par 17 hommes du Commando no 12 commandés par le sous-lieutenant Pinckney dans la nuit du 27 au 28 juillet 1941.
La cible du raid est Ambleteuse au Pas-de-Calais. L'équipe de raid est remorquée à travers la Manche dans deux péniches de débarquement par une vedette à moteur, qui les dépose à trois kilomètres de la rivière Slack, près d'Ambleteuse. Ils restent à terre pendant une heure, aucun prisonnier n'est fait.
Le commandant Sir Geoffrey Congreve Bt DSO est mort des suites de ses blessures reçues lors du raid.